# Hala paulyi
Hala paulyi är en spindelart som beskrevs av Rudy Jocqué 1994. Hala paulyi ingår i släktet Hala och familjen vårdnätsspindlar.
Artens utbredningsområde är Madagaskar. Inga underarter finns listade i Catalogue of Life.